# Дизимьё
Дизимьё (фр. Dizimieu) — коммуна во Франции, находится в регионе Рона — Альпы. Департамент коммуны — Изер. Входит в состав кантона Кремьё. Округ коммуны — Ла-Тур-дю-Пен.
Код INSEE коммуны — 38146. Население коммуны на 1999 год составляло 496 человек. Населённый пункт находится на высоте от 230 до 417 метров над уровнем моря. Муниципалитет расположен на расстоянии около 420 км юго-восточнее Парижа, 36 км восточнее Лиона, 70 км северо-западнее Гренобля. Мэр коммуны — Pascal Thibaudon, мандат действует на протяжении 2001—2008 гг.
Динамика населения (INSEE):